# Zopherus jourdani
Zopherus jourdani là một loài bọ cánh cứng trong họ Zopheridae. Loài này được Sallé miêu tả khoa học năm 1849.